# Hydrolagus lemures
Hydrolagus lemures är en broskfiskart som först beskrevs av Gilbert Percy Whitley 1939.  Hydrolagus lemures ingår i släktet Hydrolagus och familjen havsmusfiskar. IUCN kategoriserar arten globalt som livskraftig. Inga underarter finns listade i Catalogue of Life.
Arten vistas i havet kring Australien. Den föredrar områden som är 200 till 510 meter djupa och den når ibland ett djup av 825 meter. Hydrolagus lemures blir utan stjärtfenans utskott upp till 82 cm lång och utskottets längd är upp till 20 cm.